# Ауэнфельс, Георг Август фон
Георг Август фон Ауэнфельс (нем. Georg August von Auenfels; 11 апреля 1773, Брошковце, Австрийская империя (ныне Хорватия) — 12 марта 1852, Вена) — австрийский военачальник, генерал-майор.

## Биография
Обучался в Военной академии в Винер-Нойштадте. В 1791 году начал службу кадетом в 31-м Венгерском пехотном полку "Пухерна. Став прапорщиком, отличился в Наполеоновских войнах. В 1824 году — майор, в 1833 году — подполковник, в 1838 году — полковник.
В 1840 году командовал гарнизоном замка Марос-Васархели (ныне Тыргу-Муреш, Румыния).
Когда революционеры в 1848 году избрали этот город в качестве своей штаб-квартиры, Г. Ауэнфельс был вынужден бежать в Карлсбург в Трансильвании, где в 1849 году командовал крепостным гарнизоном. Во время 144-дневной осады крепости повстанцами проявил отвагу и отчаянную храбрость. В условиях плохой обеспеченности необходимыми запасами, сумел надлежащим образом организовать оборону крепости, несмотря на неоднократные атаки и постоянные бомбардировки венгерской повстанческой артиллерии. Дождался подхода и помощи от русских войск генерала Г. Х. Гасфорда
В награду за отвагу в 1850 году получил чин генерал-майора, награждён рыцарским крестом ордена Марии Терезии. Стал фрайхерром.
Получил от российского императора орден Святого Георгия 4-й степени (18 ноября 1849 года)
Оставался комендантом крепости до 1851 года, после чего ушёл в отставку.
Умер в следующем году.